# Kadivka
Kadivka (lat. Kitaibela, ponekad Kitaibelia), biljni rod iz porodice sljezovki raširen na prostoru od istočne Hrvatske i Vojvodine do Makedonije. 
Raste po šibljacima i proređenim hrastovim šumama. To je tri metra visoki višegodišnji grm prozvan po madžarskom botaničaru Pálu Kitaibelu (1757–1817). Stabljika je slabo razgranata, listovi na dugim peteljkama su veliki, dugi do 18 cm. Cvate u svibnju i lipnju a cvjetovi blijedoružičasti ili bijeli. 
U rod je uključuje K. vitifolia Willd., i K. balansae Boiss.
Stariji naziv je Kitaibelia.

## Galerija
- K. vitifolia
- K. vitifolia
- K. vitifolia